# Dietrich Brauer

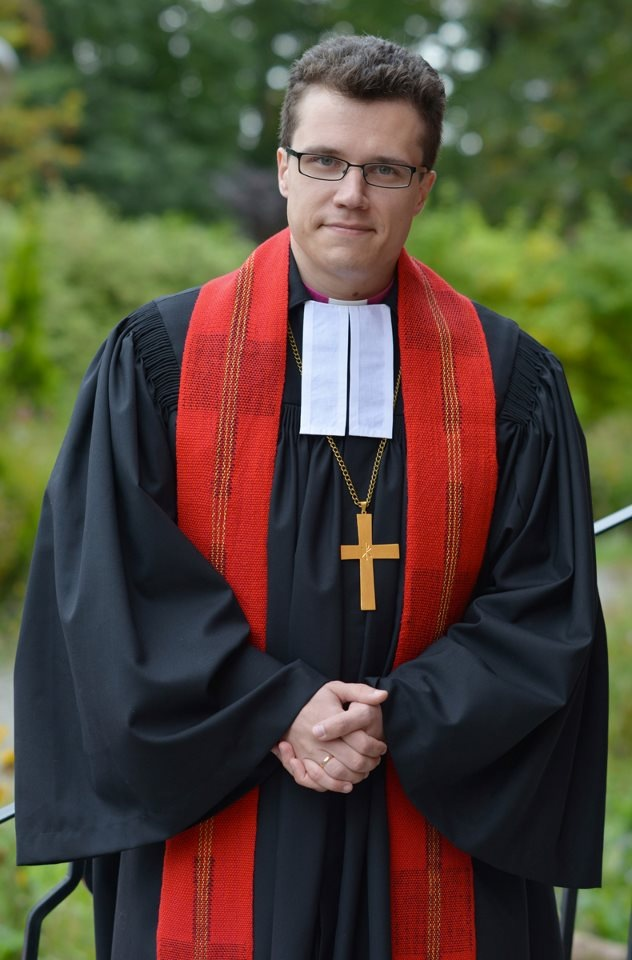
Dietrich Brauer, 2013

Dietrich Borissowitsch Brauer (russisch Дитрих Борисович Брауэр; * 3. Januar 1983 in Wladiwostok) ist ein russischer lutherischer Theologe. Er war ab 2011 Bischof der Evangelisch-lutherischen Kirche Europäisches Russland (ELKER) und von 2014 bis 2022 Erzbischof der Evangelisch-Lutherischen Kirche in Russland (ELKR).

## Leben
Dietrich Brauer stammt aus einer russlanddeutschen Familie, die wenige Jahre nach seiner Geburt von Wladiwostok nach Moskau umzog. Als Schüler absolvierte er eine Ausbildung an einer Musikschule und begann nach seinem Schulbesuch ein Jurastudium. 
Von 2001 bis 2005 studierte Brauer evangelische Theologie am Theologischen Seminar der Evangelisch-lutherischen Kirche in Russland, der Ukraine, in Kasachstan und Mittelasien (ELKRAS) in Nowosaratowka bei St. Petersburg und übernahm danach – zusammen mit seiner Frau, der Pfarrerin Tatjana Petrenko – die Pfarrstelle an der Salzburger Kirche in Gussew (Gumbinnen) in der Propstei Kaliningrad, zu der acht Kirchengemeinden im ehemaligen Ostpreußen gehören. Im Jahre 2010 wurde Brauer zum bischöflichen Visitator der Evangelisch-lutherischen Kirche Europäisches Russland (ELKER) bestimmt.
Die 17. Synode der ELKER wählte Dietrich Brauer am 10. März 2011 in Moskau-Puschkino zu ihrem Bischof und damit Nachfolger von Edmund Ratz. Am 12. März 2011 wurde er in der Hauptkirche St. Peter und Paul in Moskau vom Erzbischof der ELKRAS, August Kruse, in sein Amt eingeführt. Er ist der jüngste und auch erste einheimische Bischof einer lutherischen Kirche in Russland. Am 12. September 2011 wurde Brauer außerdem von der Generalsynode der ELKRAS in St. Petersburg zunächst zum stellvertretenden Erzbischof und am 18. September 2014 zum Erzbischof der Evangelisch-Lutherischen Kirche in Russland (ELKR) gewählt.
Kurz nach dem russischen Überfall auf die Ukraine im Februar 2022 übte Brauer in einer Predigt scharfe Kritik an der russischen Staatsführung und verurteilte den Krieg. Er lehnte auch deren Aufforderung ab, den Krieg öffentlich gutzuheißen. Weil er Repressalien befürchtete, floh er im März 2022 mit seiner Familie nach Deutschland. Deshalb wurde am 8. Juni 2022 Wladimir Proworow zum neuen Erzbischof der ELKR gewählt. Im Zuge dessen beschloss die Generalsynode der ELKRAS, den Titel eines emeritierten Erzbischofs einzuführen und ihn an Brauer zu verleihen.
Seit 2022 ist Dietrich Brauer vertretungsweise Pfarrer der evangelischen Christuskirchengemeinde in Ulm-Söflingen.

## Privates
Dietrich Brauer ist mit der Pfarrerin Tatjana Petrenko verheiratet und hat drei Kinder.

## Ehrungen
Bischof Brauer erhielt am 1. September 2020 das Große Verdienstkreuz des Verdienstordens der Bundesrepublik Deutschland.